# Šťovík klubkatý
Šťovík klubkatý (Rumex conglomeratus) je jednoletá nebo dvojletá rostlina z čeledi rdesnovité. Dorůstá až jednoho metru.

## Výskyt
Přirozeně se vyskytuje na území Evropy, Asie a severní Afriky. Byla zanesena i do Severní a Jižní Ameriky, na Azorské a Kanárské ostrovy. V České republice se nachází roztroušeně v nízkých a středních polohách v severovýchodní části Čech a na Moravě. Vzácně se objevuje i v jižních Čechách.

## Ekologie
Roste ve vlhkém prostředí, poblíž řek a dalších vodotečí, rybníků, na mokrých loukách a rumištích. Kvete od června do srpna.